# Кристијано Дони
Кристијано Дони (итал. Cristiano Doni; 1. април 1973) је бивши италијански фудбалер и репрезентативац.

## Каријера

### Клупска каријера
Дони је професионалац постао са 18 година када је потписао за Модену која га је слала на позајмице у Римини и Пистојесе. Након тога одлази у Болоњу са којом је 1995. био првак Серије Ц а сезону потом и Серије Б. Иако се клуб пласирао у виши ранг, Дони је остао у другој лиги где је играо у Бреши са којом је такође био првак Серије Б.
Године 1998. потписује за Аталанту у којој је играо до 2003. Након тога прелази у Сампдорију а касније је једну сезону био члан Мајорке. Након тога је са клубом са Балеара споразумно раскинуо уговор како би могао прихватити понуду Аталанте.
Са клубом је потписао двогодишњи уговор те је упркос годинама био стандардан у Аталанти. Иако Римљанин, Дони је био емотивно веома везан за клуб и град тако да је 4. децембра 2008. постао почасни грађанин града Бергама. Био је толико популаран да је локални певач Бепи написао песму „Кристијано Дони“ њему у част приликом повратка у Аталанту.
Дони је морао присилно прекинути своју фудбалску каријеру након што му је италијански суд 9. августа 2011. изрекао казну од три и по године забране играња фудбала због укључености у намештање утакмица. Такође, у другој акцији „Задњи улог“ спроведеној у децембру 2011. играч је признао учешће у намештању. Тада му је изречена суспензија из фудбала у трајању од пет и по година.

### Репрезентативна каријера
Кристијано је за репрезентацију Италије дебитовао 7. новембра 2001. у пријатељској утакмици против Јапана играној у Саитами. Играч је у свом репрезентативном дебију уједно постигао и погодак за коначних 1: 1.
Италијански тренер Ђовани Трапатони уврстио је фудбалера на списак репрезентативаца за Светско првенство 2002. а Дони је тамо играо у сусретима групе против Еквадора и Хрватске.

#### Голови за репрезентацију
| #  | Датум             | Место          | Противник | Погодак | Резултат | Такмичење            |
| -- | ----------------- | -------------- | --------- | ------- | -------- | -------------------- |
| 1. | 7. новембар 2001. | Саитама, Јапан | Јапан     | 1: 1    | 1: 1     | пријатељска утакмица |